# Цона П. Е. Е .П. (Терамо)
Цона П. Е. Е .П. је насеље у Италији у округу Терамо, региону Абруцо.
Према процени из 2011. у насељу је живело 780 становника. Насеље се налази на надморској висини од 24 м.